# Polska Jednostka Wojskowa w odwodzie strategicznym SACEUR
Polska Jednostka Wojskowa w odwodzie strategicznym SACEUR  (PJW OS SACEUR) – wydzielony komponent Sił Zbrojnych RP, przeznaczony do wsparcia sił NATO w Bośni i Hercegowinie (SFOR) oraz (od 1999) w Kosowie (KFOR) w przypadku kryzysu, działający w latach 1998–2002. Jednostka Wojskowa 1508.
PJW odwodu strategicznego SACEUR na przestrzeni lat nosiła następujące oficjalne nazwy:
- 1997-1999: Polska Jednostka Wojskowa w składzie odwodu strategicznego Naczelnego Dowódcy Połączonych Sił Zbrojnych Organizacji Traktatu Północnoatlantyckiego w Europie,
- 1999-2001: Polska Jednostka Wojskowa w składzie odwodu strategicznego w Siłach Stabilizujących w Republice Bośni i Hercegowiny lub w Siłach Międzynarodowych w Kosowie w Federacyjnej Republice Jugosławii, Byłej Jugosłowiańskiej Republice Macedonii i Republice Albanii (PJW OS SFOR/KFOR).

## Historia
W 1997 r. dowództwo NATO zdecydowało o powołaniu odwodu (działającego w ramach sił natychmiastowego reagowania) swoich wojsk w Bośni, który początkowo tworzyły jednostki amerykańskie, holenderskie, tureckie i włoskie. W styczniu 1998 roku, po certyfikacji, dołączył do nich 18 Batalion Desantowo-Szturmowy 6 Brygady Desantowo-Szturmowej, będąc tym samym pierwszą polską jednostką wojskową w stałych strukturach północnoatlantyckich (nie licząc batalionu w siłach pokojowych SFOR w Bośni). Już w marcu tego samego roku wziął udział w największych ćwiczeniach NATO na Bałkanach – Dynamic Response 98, sprawdzających umiejętności sojuszników w przypadku kryzysu lub nawet kolejnej wojny domowej w Bośni i Hercegowinie – gdzie uzyskał wysokie oceny. Kolejne manewry (Adventure Exchange 99 we Włoszech) były jednocześnie ostatnimi dla 18 bdsz jako PJW OS, gdyż w lipcu 1999 r. wyjechał on do Kosowa tworząc tam 800-osobowy PJW Kosowo.
Wymusiło to wydzielenie innej jednostki do odwodu – rząd w lipcu zdecydował się na 10 Batalion Zmechanizowany 10 Brygady Kawalerii Pancernej. W marcu 2000 r. dowództwo batalionu z kompanią zmechanizowaną i elementem zaopatrywania (łącznie 531 żołnierzy) wzięło udział w organizowanych na terenie Kosowa ćwiczeniach Dynamic Response 2000. Po ich zakończeniu pozostały one jednak w Kosowskiej Mitrowicy, gdyż doszło tam do poważnych rozruchów serbsko-albańskich i miejscowe siły KFOR pod dowództwem francuskim były niewystarczające do ustabilizowania sytuacji. Polski batalion przejął południową część miasta, przez ponad pół roku obsadzając posterunkami brzeg rzeki Ibar. Jego zadania polegały na patrolowaniu obszaru i zapewnieniu bezpieczeństwa Serbom. Ta sama grupa rok później wyjechała do Bośni i Hercegowiny na Dynamic Response 2001, po których aż do września wzmocniona 2 kz wzmacniała POLUKRBAT, kontrolując przejście graniczne w miejscowości Globocica. Ostatnimi manewrami PJW OS były Dynamic Response 2002, do których wydzielono już tylko dowództwa: batalionu i dwóch kompanii zmechanizowanych.
W kolejnych ćwiczeniach Dynamic Response 2003 i Dynamic Response 2004 nie brała już udział PJW: w związku z przygotowaniami do udziału 10 Brygady Kawalerii Pancernej w Polskim Kontyngencie Wojskowym w Iraku  zrezygnowano z jej wystawiania do odwodu strategicznego. Ponadto przyjęto strategię wzajemnego wzmacniania SFOR i KFOR w sytuacjach kryzysowych.

## Struktura organizacyjna
- Dowództwo i sztab PJW
  - 1 kompania zmotoryzowana (18 bdsz)/zmechanizowana (10 bz)
  - 2 kompania zmotoryzowana (18 bdsz)/zmechanizowana (10 bz)
  - kompania dowodzenia
  - kompania logistyczna
- Narodowy Element Zaopatrzenia
  - kompania zaopatrzenia

Czas urzędowania, dowódcy i jednostki wystawiające PJW:
| Początek | Koniec | Dowódca                | Jednostka |
| -------- | ------ | ---------------------- | --------- |
| 1998     | 1999   | ppłk Bronisław Jansohn | 18 bdsz   |
| 1999     | 1999   | ppłk Roman Polko       | 18 bdsz   |
| 1999     | 2001   | ppłk Sławomir Florek   | 10 bz     |
| 2001     | 2002   | ppłk Piotr Ząbkowski   | 10 bz     |